# Římskokatolická farnost u kostela sv. Bartoloměje, Brno-Žebětín
Římskokatolická farnost u kostela sv. Bartoloměje, Brno-Žebětín je územním společenstvím římských katolíků v rámci brněnského děkanství brněnské diecéze s farním kostelem svatého Bartoloměje.

## Historie farnosti

### Žebětín
Žebětínský kostel založila ve 14. století dcera Přemysla II. Eliška Rejčka, která zároveň dala podnět k založení kostela svatého Vavřince v nedalekém Komíně. Fara je připomínána již v roce 1437. 
Kostel a fara byly během třicetileté války značně poškozeny. V roce 1633 byly pro nedostatek duchovních spojeny farnosti v Komíně, Bystrci a Žebětíně pod společnou duchovní správu komínského faráře. Žebětínský kostel byl obnoven roku 1732 a farní budova roku 1787. Roku 1869 byl Žebětín povýšen na samostatnou farnost. 
Na přelomu 19. a 20. století přestal kostel dostačovat rostoucímu počtu věřících a tak roku 1923 byl postaven nový prostornější kostel, část dosavadní stavby se stala boční kaplí. O stavbu kostela se zasloužil Jan Pilař.

### Kohoutovice
Stavba kaple Svaté rodiny v Kohoutovicích začala roku 1903, dokončena byla o rok později. Slavnostně posvěcena byla 4. října 1908 žebětínským farářem Mořicem Maršíkem. V letech 1988–1989 byla provedena přístavba boční lodi a kaple byla celkově rekonstruována.

## Bohoslužby
| Kostel              | Místo            | Bohoslužba (den)                           | Hodina                                                                | Poznámka     |
| ------------------- | ---------------- | ------------------------------------------ | --------------------------------------------------------------------- | ------------ |
| svatého Bartoloměje | Brno-Žebětín     | neděle pondělí středa čtvrtek pátek sobota | 9.00 17.30 (pro děti) 8.00 18.00 ("zimní" čas)/18.30 (letní čas) 8.00 | farní kostel |
| kaple svaté Rodiny  | Brno-Kohoutovice | neděle úterý                               | 7.30 a 10.30 (ve školním roce) 17.30 (ve školním roce)                | kaple        |

## Duchovní správci
V letech 1992 až 1995 zde jako duchovní správce působil zakladatel Radia Proglas Martin Holík. Od července 1995 do Srpna 2006 byl farářem Mons. doc. Ing. Radomil Kaláb , CSc. Od srpna 2006 do července 2015 R. D. Mgr. Pavel Haluza.Od srpna 2015 byl administrátorem farnosti ustanoven R. D. Mgr. Jiří Bůžek, Dr.  Ten byl s platností od srpna 2017 jmenován farářem.

## Aktivity ve farnosti
V Kohoutovicích je k dispozici pro akce farnosti Domek svaté Rodiny. Dnem vzájemných modliteb farností za bohoslovce a bohoslovců za farnosti brněnské diecéze je 20. únor. Adorační den připadá na 26. října.
V říjnu 2013 se ve farnosti konaly lidové misie.
Ve farnosti se pravidelně koná tříkrálová sbírka. Při sbírce v roce 2016 se vybralo v Kohoutovicích 27 906 korun a v Žebětíně 68 351 korun. O rok později se vybralo v Kohoutovicích 31 044 korun a v Žebětíně 56 452 korun.